# Éric Bayle
Pour les articles homonymes, voir Bayle.
Éric Bayle, né le 9 août 1963 à Bayonne, est un journaliste sportif français. Il est commentateur sportif, présentateur de télévision et directeur de la rédaction chargé du rugby de la chaîne Canal+.

## Biographie
Éric Bayle est formé à l'école supérieure de journalisme de Lille (60e promotion).
Après un passage à RFO, il est engagé aux débuts de La Cinq version Hersant/Berlusconi, où il intègre en 1991 le dispositif sur la Formule 1 en compagnie de Patrick Tambay et Jean-Louis Moncet. Sur La Cinq, il se trouvait en direct sur la grille de départ avant la course puis dans les stands . Avant cela, il avait participé à l'émission Télé matches, avec Pierre Cangioni et couvert à 5 reprises le Paris-Dakar. 
En 1992, il rejoint Canal+ avant les JO de Barcelone et participe au lancement de l'émission Jour de foot. Il se spécialise dans le football espagnol pour L'Équipe du Dimanche puis dans le rugby lorsque Canal+ achète les droits des matchs de l'hémisphère sud puis du championnat de France.
Principal commentateur de la chaîne, il commente chaque week-end la meilleure affiche du championnat. Il commente principalement avec Serge Blanco de 1995 à 1998, Philippe Sella de 1998  à 2012, Thomas Lombard de 2012 à 2019 et Marc Lièvremont depuis 2019.
Il commente certains matchs du quinze de France et la Coupe du monde 1999 sur Canal+.
À partir du 4 octobre 1998, il présente Jour de rugby sur Canal+. L'émission est diffusée de 1998 à 2004 le dimanche à 23 h 50 et de 2005 à 2008 le samedi à 23 h 30. À la rentrée 2008, Jour de rugby passe le samedi à 18 h 15, il laisse alors la présentation à François Trillo pour se consacrer aux commentaires des matchs.
Durant la Coupe du monde 2011, il présente le magazine Jour de Coupe du monde sur Canal+. Il commente la Coupe du monde 2015 en Angleterre en tandem avec Thomas Lombard.
Durant les Jeux olympiques d'été de 2016, il devait commenter les épreuves de cyclisme sur piste au côté de Arnaud Tournant sur Canal+ mais, victime d'un décollement de la rétine, il est rapatrié en France et doit observer plusieurs semaines de repos, il ne peut non plus couvrir les quatre premières journées de Top 14.

## Jeux vidéo
Eric Bayle assure la version française des commentaires des jeux vidéo Rugby 08 et Rugby World Cup 2011 avec Philippe Sella, puis de Rugby Challenge 2, Rugby 15, Rugby Challenge 3et Rugby 18 avec Thomas Lombard.

## Récompenses
En 2004, il reçoit le Prix du commentateur sportif décerné par l'association des écrivains sportifs. Ce prix est décerné à un journaliste, professionnel, commentateur audiovisuel, aux connaissances et au jugement appréciés qui, dans ses interventions sur le sport, se sera exprimé avec le souci constant de respecter les règles de la langue française.
Le 10 mai 2013, il est élu « Lucarne d'or » du meilleur commentateur omnisport.